# Move (låt av The Mamas)
Move är vinnarlåten i svenska Melodifestivalen 2020. Den är skriven och producerad av Melanie Wehbe, Patrik Jean och Herman Gardarfve, framförd av The Mamas.
Låten tävlade med startnummer 1 i den första deltävlingen av Melodifestivalen 2020 i Linköping, från vilken den kvalificerade sig direkt till finalen. Detta var den första låten The Mamas ställde upp med i Melodifestivalen, de hade tidigare tävlat med John Lundvik. Låten vann finalen med den rekordlåga marginalen en poäng och skulle varit Sveriges bidrag i Eurovision Song Contest 2020,  som dock ställdes in på grund av coronavirusutbrottet 2019–2021.

## Listplaceringar
| Lista(2020)                 | Topplacering |
| --------------------------- | ------------ |
| Sverige (Sverigetopplistan) | 1            |